# Narp
Narp település Franciaországban, Pyrénées-Atlantiques megyében. Lakosainak száma 122 fő (2022. január 1.). Narp Araujuzon, Castetbon, Laàs, Montfort, Orriule és Ossenx községekkel határos.

## Népesség
A település népességének változása:
| Lakosok száma | 131  | 121  | 118  | 113  | 114  | 112  | 116  | 119  | 122  |
|               | 2013 | 2015 | 2016 | 2017 | 2018 | 2019 | 2020 | 2021 | 2022 |